# Паспорт громадянина Колумбії
Колумбійський паспорт (ісп. pasaporte colombiano) — проїзний документ та посвідчення особи, який видається громадянам Колумбії з метою здійснення міжнародних подорожей. З вересня 2015 року видається біометричний паспорт, але раніше виданим машинозчитуваним паспортом можна користуватися до закінчення терміну його дії.
Громадянам Колумбії не потрібен паспорт для подорожей до Аргентини, Болівії, Бразилії, Чилі, Еквадору, Парагваю, Перу, Уругваю та Венесуели. Подорожувати до цих країн вони можуть за внутрішніми ID картами (ісп. Cédula de Ciudadanía).  

## Отримання паспорта
Колумбійський паспорт можна оформити в будь-якому з паспортних відділень Міністерства закордонних справ Колумбії, у 27 департаментах країни та дипломатичних установах Колумбії за кордоном. Пред’явлення посвідчення громадянина і присутність заявника є обов’язковими, оскільки фотографія, підпис і відбитки пальців беруться під час подачі заяви. Наразі паспорти доставляються замовникам протягом 24 годин у Боготі, 48 робочих годин у департаментах країни та від 48 годин до 5 робочих днів у посольствах і консульствах, залежно від відстані. 

## Поточний дизайн паспорта
З 1 вересня 2015 року колумбійський паспорт є біометричним. Він використовує ту саму машинозчитувану систему, але з вбудованим чіпом, де зберігається така інформація як відбитки пальців, фотографії та персональні дані власника документа.  16 червня 2010 року Міністерство закордонних справ Колумбії офіційно оголосило, що новий дизайн паспорта було розроблено відповідно до положень Міжнародної організації цивільної авіації, яка вимагала від країни відповідності правилам, які зараз діють в Європейському Союзі, або принаймні до стандарту, що використовується в 173 країнах. З 15 липня 2010 року заявку на отримання цього документа можна було подавати в Боготі, а з 5 серпня 2010 року — у паспортних столах департаментів решти країни та дипломатичних установах за кордоном.
Дані з цього паспорту можуть зчитуватися комп'ютером, оскільки інформація про власника є виграненою на основній сторінці. Крім того, наявність штрих-коду у паспорті полегшує міграційні процеси, оскільки дані кожного громадянина завантажуються безпосередньо на міграційні сервери в аеропортах. Документ містить рельєфні та флуоресцентні голограми, що робить його підробку практично неможливою та має найвищі стандарти безпеки. 
У вересні 2018 року колумбійський паспорт був визнаний найзахищенішим паспортом у світі під час першого форуму eID. 

## Візові вимоги
Станом на 9 листопада 2022 року громадяни Колумбії мали безвізовий доступ або можливість отримати візу по прибуттю до 137 країн і територій. Паспорт Колумбії посідає 26 місце у світовому рейтингу свободи пересування Passport Index.

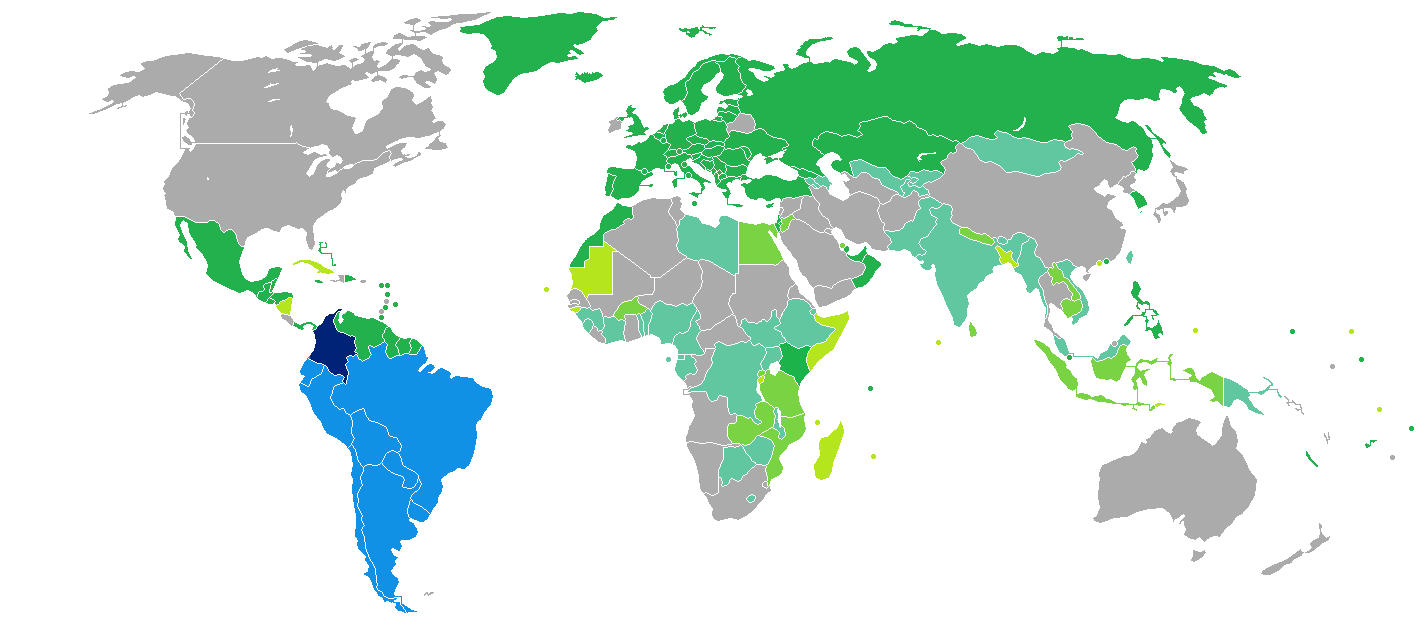
Візові вимоги для громадян Колумбії
Колумбія
ID карта
Безвізовий режим
Віза по прибуттю
eVisa
Віза доступна по прибуттю та онлайн
Потрібна віза

## Зовнішні джерела
- Machine-Readable Passport, Conozca el Pasaporte de Lectura Mecanica at archive.today (archived July 7, 2011)
- Colombia.com, Guia para los colombianos en el exterior
- pasaporte.gov.co, previous Colombian Passport at archive.today (archived November 29, 2012)
- pasaportes.gov.co, current Colombian Passport